# Ак-Коба
Ак-Коба (рос. Ак-Коба) — село Усть-Коксинського району, Республіка Алтай Росії. Входить до складу Чендецького сільського поселення.
Населення — 52 особи (2015 рік).